# سكوت كراب
سكوت كراب (بالإنجليزية: Scott Crabbe)‏ هو لاعب كرة قدم بريطاني في مركز الهجوم، ولد في 12 أغسطس 1968 في إدنبرة في المملكة المتحدة. شارك مع منتخب اسكتلندا تحت 21 سنة لكرة القدم. أما مع النوادي، فقد لعب مع دندي يونايتد وريث روفرز ونادي آير يونايتد ونادي ألبيون روفرز ونادي ألوا أثليتيك ونادي إيست فيف ونادي فالكيرك ونادي كاودينبيث ونادي ليفينغستون وهارت أوف ميدلوثيان.

## وصلات خارجية
- سكوت كراب على موقع الاتحاد الدولي (مؤرشف)  (الإنجليزية)
- سكوت كراب على موقع قاعدة بيانات كرة القدم.إي يو (الإنجليزية)
- سكوت كراب على موقع Soccerbase.com (لاعب) (الإنجليزية)